# Пам'ятний знак, присвячений 60-річчю депортації українців Холмщини, Підляшшя, Надсяння, Лемківщини зі своїх етнічних земель (Рівне)
Пам'ятний знак депортованим українцям з етнічних земель Холмщини, Підляшшя, Лемківщини, Надсяння встановлено в Рівному 9 травня 2007 року.

## Історичні відомості
У 1944 між урядами УРСР і Польщі було підписано «Угоду про взаємний обмін населенням у прикордонних районах». Перше виселення українців з українських земель, що на той час належали Польщі, котре передувало операції «Вісла» і яке мало бути добровільним, проводилося найчастіше примусово та із застосуванням військової сили. Це Польські адміністративні органи для збільшення масштабів переселення вдавалися до позбавлення прав українців на землю, ліквідації культурно-освітніх установ, ліквідації греко-католицької церкви тощо. Республіканські місцеві радянсько-партійні органи Волинської та Рівненської областей, штучно створюючи ворожнечу між українцями-переселенцями з Холмщини, з одного боку, і між переселенцями в цілому й корінним українсько-польським населенням — з іншого.
Відкриття пам'ятника присвячено 60-річчю українсько-польського трансферу (1947 року), в ході якого з Рівненської області в Польщу було примусово виселено з власних земель близько 50 тис. поляків, натомість на Рівненщину переселено понад 400 тисяч українців з Польщі.
Люди виїжджали з евакуаційними листами, в яких був записаний перелік майна і його вартість, що була занадто малою. В СРСР їм обіцяли натомість компенсацію, забезпечення житлом і допомогу у влаштуванні. Сім'ї разом з худобою вантажили в товарні вагони і везли на схід. Ці перевезення тривали до двох тижнів. За час перевезення, коли ешелони годинами і навіть днями стояли на станціях, люди губили своїх рідних, хворіли і навіть помирали. Вивозили цілі села, а далі сусідів-односельців розлучали, розкидаючи їх по різних областях сходу і півдня України.

## Опис
Пам'ятний знак встановлено в середині круга, викладеного бруківкою, обрамленого червоним бордюром. Всередні аркоподібного знаку вміщена пам'ятна дошка з написом під висіченим тризубом:
|  | «Пам′ятний знак споруджено до 60- річчя депортації українців Холмщини, Підляшшя, Надсяння, Лемківщини зі своїх етнічний земель. |

Нижче по середині висічене гроно калини і далі текст продовжується:
|              | Журавлі над Горою Данила Як ніколи сьогодні кричать Відкричали б, та мабуть не можна Відмовчали б, та як відмовчиш. Від Сагриня аж ген до Явожна Наша кривда у всесвіт кричить. |
| — Й. Струцюк | |

Також висічені роки 1944—1946.
Зверху на пам'ятному знаку встановлено хрест.

## Діяльність громади
У 1990 р. була утворена громадська організація «Холмщина», яка об'єднала українців з Підляшшя і Холмщини, які пережили депортацію. Організація була зареєстрована у Львівському «Меморіалі». Згодом стала Всеукраїнською організацією «Холмщина».
В Рівному діє міська ветеранська організація «Холмщина» (голова — Боровик Олександр Михайлович). Остання нараховує біля 3 тис. членів товариства. «Холмщина» відстоює права переселених з Польщі українців і є виразником їх інтересів.